# 李綸 (唐朝)
李綸（？—814年6月10日），唐朝皇子，是唐顺宗的第二十子，生母不详。
生年没有记载。贞元二十一年（805年），李綸被他父亲唐顺宗封为桂王，其后史书中没有记载他的情况，元和九年（814年）五月十九，李綸去世。《旧唐书》作太和九年（835年）薨，但《新唐书》明确称“桂王纶，王十年”，应以《旧唐书》为准。
　　